# Zaúr Kuramagomédov
Zaúr Ismatuláyevich Kuramagomédov (en ruso: Заур Исматулаевич Курамагомедов; Tyrnyauz, 30 de marzo de 1988) es un deportista ruso de origen balkario que compitió en lucha grecorromana.
Participó en los Juegos Olímpicos de Londres 2012, obteniendo una medalla de bronce en la categoría de 60 kg. Ganó una medalla de bronce en el Campeonato Mundial de Lucha de 2011 y dos medallas en el Campeonato Europeo de Lucha, plata en 2007 y bronce en 2010.

## Palmarés internacional
| Juegos Olímpicos   | Juegos Olímpicos      | Juegos Olímpicos  | Juegos Olímpicos |
| Año                | Lugar                 | Medalla           | Categoría        |
| ------------------ | --------------------- | ----------------- | ---------------- |
| 2012               | Londres (Reino Unido) | Medalla de bronce | 60 kg            |
| Campeonato Mundial |                       |                   |                  |
| Año                | Lugar                 | Medalla           | Categoría        |
| 2011               | Estambul (Turquía)    | Medalla de bronce | 60 kg            |
| Campeonato Europeo |                       |                   |                  |
| Año                | Lugar                 | Medalla           | Categoría        |
| 2007               | Sofía (Bulgaria)      | Medalla de plata  | 55 kg            |
| 2010               | Bakú (Azerbaiyán)     | Medalla de bronce | 60 kg            |